# Sebastian Jarl
Sebastian Jarl (Oslo, 2000. január 11. –) norvég korosztályos válogatott labdarúgó, a Kristiansund hátvédje.

## Pályafutása

### Klubcsapatokban
Jarl a norvégiai fővárosban, Osloban született. Az ifjúsági pályafutását a Kjelsås akadémiájánál kezdte.
2017-ben mutatkozott be a Kjelsås harmadosztályban szereplő felnőtt csapatában. 2019 januárjában az első osztályú Sarpsborg 08-hoz igazolt. Először a 2019. május 16-ai, Brann elleni mérkőzés 80. percében Sheldon Bateau cseréjeként lépett pályára. 2019 szeptembere és decembere között kölcsönben a KFUM csapatát erősítette, ahol összesen 8 mérkőzésen lépett pályára. Első gólját 2020. december 2-án, a Kristiansund ellen 1–1-es döntetlennel zárult találkozón szerezte.
2022. január 8-án három éves szerződést kötött a Kristiansund együttesével.

### A válogatottban
2019-ben debütált a norvég U19-es válogatottban. Először 2019. március 23-án, Németország ellen 1–0-ra megnyert EB-selejtezőn lépett pályára.

## Statisztikák
2022. szeptember 18. szerint
| Klub              | Szezon   | Osztály     | Bajnokság | Bajnokság | Kupa  | Kupa | Nemzetközi | Nemzetközi | Összesen | Összesen |
| Klub              | Szezon   | Osztály     | Meccs     | Gól       | Meccs | Gól  | Meccs      | Gól        | Meccs    | Gól      |
| ----------------- | -------- | ----------- | --------- | --------- | ----- | ---- | ---------- | ---------- | -------- | -------- |
| Sarpsborg 08      | 2019     | Eliteserien | 1         | 0         | 0     | 0    | —          | —          | 1        | 0        |
| Sarpsborg 08      | 2020     | Eliteserien | 13        | 1         | 0     | 0    | —          | —          | 13       | 1        |
| Sarpsborg 08      | 2021     | Eliteserien | 6         | 0         | 1     | 0    | —          | —          | 7        | 0        |
| Sarpsborg 08      | Összesen | Összesen    | 20        | 1         | 1     | 0    | 0          | 0          | 21       | 1        |
| KFUM (kölcsönben) | 2019     | OBOS-ligaen | 8         | 0         | 1     | 0    | —          | —          | 9        | 0        |
| Kristiansund      | 2022     | Eliteserien | 19        | 0         | 0     | 0    | —          | —          | 19       | 0        |
| Összesen          | Összesen | Összesen    | 47        | 1         | 2     | 0    | 0          | 0          | 49       | 1        |

## Fordítás
Ez a szócikk részben vagy egészben  a   Sebastian Jarl című angol Wikipédia-szócikk fordításán alapul.  Az eredeti cikk szerkesztőit annak laptörténete sorolja fel. Ez a jelzés csupán a megfogalmazás eredetét és a szerzői jogokat jelzi, nem szolgál a cikkben szereplő információk forrásmegjelöléseként.